# 保護室
保護室（ほごしつ）には、刑務所などの刑事施設に設置された設備と、警察署に設置されたいわゆる「トラ箱」がある。

## 刑事施設の保護室
保護室とは被収容者（刑事施設に収容されている者（刑事収容施設及び被収容者等の処遇に関する法律第2条第1号））の鎮静及び保護に充てるため設けられた特別の設備及び構造を有する室をいう。被収容者の起居動作の場である居室とは異なり、刑事施設の規律及び秩序の維持のために設けられている。被収容者の身体を直接拘束するものではないが、収容による心身への影響が特に大きいことに考慮し、収容要件等が法定されている。

### 収容
刑務官は、被収容者が次の各号のいずれかに該当する場合には、刑事施設の長の命令により、その者を保護室に収容することができる（刑事収容施設及び被収容者等の処遇に関する法律第79条）。
などと法律により要件が規定されている。

## 警察の保護室
「酒に酔つて公衆に迷惑をかける行為の防止等に関する法律」に基づき泥酔者・同法違反者を保護収容・留置するために、警察署には保護室（トラ箱）が設けられている。 

### 泥酔者保護所
警視庁では警察署の保護室以外に「泥酔者保護所」を設置してきた。港区麻布の「鳥居坂」（1960-2007年）、台東区日本堤（1960-2001年）、三鷹（1970-1989年）、早稲田（1977-1993年）の合計4箇所に設置され、最盛期には年間一万人以上の泥酔者を保護したが、利用数が減ったため、最後まで残っていた鳥居坂保護所も2007年末に廃止された。